# Церква Покрови Пресвятої Богородиці (Нижчі Луб'янки)
Церква Покрови Пресвятої Богородиці в Нижчих Луб'янках — парафія і храм греко-католицької громади Збаразького деканату Тернопільсько-Зборівської архієпархії Української греко-католицької церкви в селі Нижчі Луб'янки Тернопільського району Тернопільської области.

## Історія церкви
Церкву Покрови Пресвятої Богородиці збудували у період з 1862 по 1868 роки. З 1946 по 1990 рік парафія і храм перебували в підпорядкуванні РПЦ. 1 квітня 1990 року о. Й. Янішевський провів першу Службу Божу для громади, яка повернулася до лона УГКЦ.
У 2002 році о. Михайло Коцкович відновив парафіяльний духовий оркестр, а також посилив роботу з Марійською та церковним хором. У 2003 році він заснував Вівтарну дружину. На парафії також діє братство Матері Божої Неустанної Помочі. Силами та коштом парафіян у 2006–2007 роках навколо храму облаштували Хресну дорогу.
У травні 2010 року, вперше за 73 роки, на парафії пройшли місії за участю отців Редемптористів М. Шевчишина і П. Ковальчука. У 2011–2012 роках було проведено капітальний ремонт дзвіниці та перекрито три куполи церкви, а також повністю оновлено фасад. У 2013 році придбали та освятили новий дзвін. За останні десять років відновлено фігури Матері Божої, святих Миколая та Валентина, два хрести і каплицю на старому цвинтарі. З 2011 року о. Михайло започаткував щорічну пішу ходу до Зарваниці. Щороку у Великий Піст в селі проводиться озвучена Хресна дорога за участю школярів і всієї громади.

## Парохи
- о. І. Рейтаровський,
- о. І. Бачинський,
- о. В. Рожанський,
- о. І. Олянович,
- о. Літинський,
- о. П. Кіжик,
- о. Г. Яструбецький,
- о. В. Процишин,
- о. М. Бочкай,
- о. М. Романів,
- о. А. Бай,
- о. Й.Янішевський (1990—2001),
- о. Михайло Коцкович (з 2002).